# Boris von Brauchitsch
Boris von Brauchitsch (* 9. August 1963 in Aachen) ist ein deutscher Kunsthistoriker, Kurator, Fotograf und Schriftsteller. Er schreibt vor allem Kunstsachbücher.

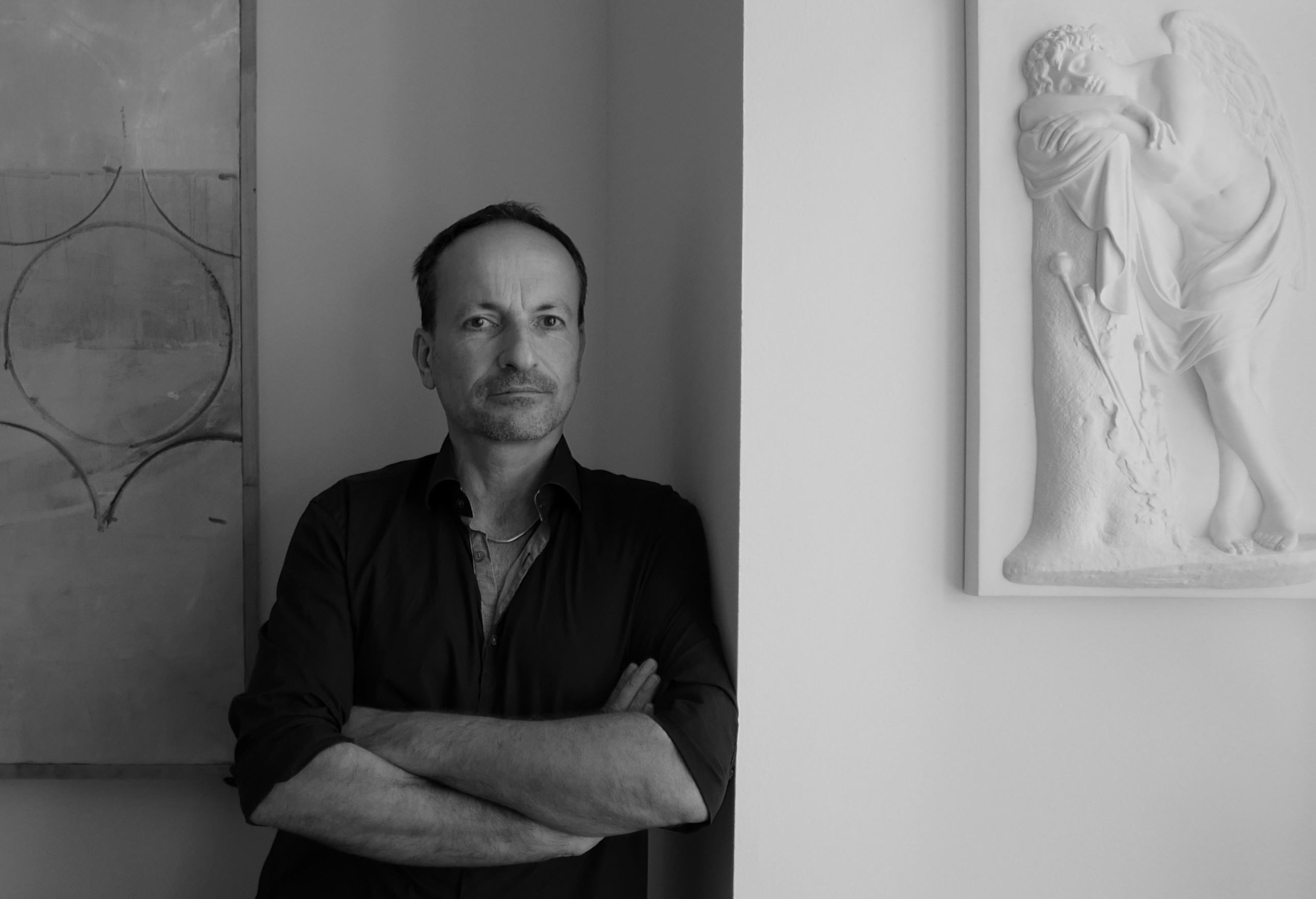
Boris von Brauchitsch, 2016

## Leben und Werk
Boris von Brauchitsch wuchs als Sohn der Fotografen Victor und Helga von Brauchitsch in Frankfurt am Main auf und setzte sich schon in früher Jugend mit der Fotografie auseinander.
Nach dem Studium der Kunstgeschichte, Archäologie und Geschichte in Frankfurt, Bonn und Berlin (Freie Universität) zwischen 1983 und 1988 wurde er 1991 mit einer Arbeit über den Fotografen Herbert List im Bereich Fotografiegeschichte promoviert.
Seit 1992 ist er als Kurator von Ausstellungen und Aktionen zeitgenössischer Kunst tätig, unter anderem in den Institutionen Kunstmuseum Bonn, Universität Hamburg, Museum für Moderne Kunst Frankfurt, Kunstverein Morsbroich Leverkusen, Historisches Museum Frankfurt, Bayerische Staatsoper und Neue Gesellschaft für bildende Kunst Berlin (NGBK). 1992 bis 1993 war er Leiter der Galerie der Künstler in Frankfurt am Main und 1995 bis 1997 Gründungsdirektor und Leiter im Kunsthaus Kaufbeuren.
Zudem ist er als Autor u. a. mit Publikationen zu verschiedenen Schwerpunkten hervorgetreten, vor allem im Bereich der Fotografiegeschichte. Ferner hat er eine Reihe von Künstlerbiografien (Gabriele Münter, Adolphe de Meyer, Lesser Ury, Caravaggio, Leonardo da Vinci u. a.) verfasst und verschiedene Bildbände zur Berliner Stadtgeschichte herausgegeben. Gelegentlich publiziert er auch als freier Journalist.
In seinen kunsttheoretischen Schriften beschäftigt sich von Brauchitsch immer wieder mit den Mechanismen bei der Entstehung und Verwertung von Kunst. Dabei überschreitet er auch die Grenzen zwischen Sachbuch und Performance, zwischen realen Quellen und fiktiven Künstlerbiografien, zwischen Essay und Drama.
So initiierte er eine Kunstausstellung für imaginierte Kunst („documentale“, 2012), bei der sämtliche Kuratoren, Künstler und Werke frei erfunden wurden und das einzig Reale der Katalog war.
Das Szenario der documenta des Jahres 2027 brachte er in seiner Science-Fiction-Komödie „Im tiefen Tal der Todeskralle“ (2014) auf die Bühne, bei der die Veranstalter ganz auf Künstler verzichten.
Auswüchse des Kunstkonsums wurden in „Künstlerportraits“ (2001) ironisiert, indem von Brauchitsch die Künstlernamen in ihrer heutigen alltäglichen Erscheinungsform als Süßwaren, Kaffee oder Hundefutter kunsthistorisch behandelte, während er in „Das Ei des Brunelleschi“ (1999) den Versuch unternahm, nachzuweisen, dass der Renaissancearchitekt Leon Battista Alberti eine Erfindung ist, um damit eine Schrankwand Alberti-Literatur überflüssig zu machen.
In seinem kleinen Manifest zu Fotografie „I don`t like white“ (2012) setzte er sich mit Begriffen wie Original, Authentizität und Aura auseinander und fragte, inwieweit die Fotografie eine Philosophie brauche und ob sie als visualisierte Libido betrachtet werden könne.
Als Fotograf widmet sich Boris von Brauchitsch vor allem Landschaften und Städtedetails, die er oft in reduzierten, manchmal surreal anmutenden Tableaus präsentiert. In seinem Langzeitprojekt „Soziales Plastik“ erfasst er gesellschaftliche Phänomene, die sich in Kunststoff materialisieren.
Mit der Serie „9“ plädiert er für eine radikale Reduktion der Bildproduktion: Es entstehen an jedem neuen Ort, den der Fotograf aufsucht, nur noch neun Fotografien, die einen ersten Eindruck verdichten. „Der geschärfte Blick eines Fotografen verbindet sich mit dem subjektiven Urteil eines weitgereisten und humorbegabten Moralisten, unterfüttert von einer strengen Bildordnung. Bild und Text bilden gemeinsam eine lyrische Struktur und können als elegante, freilich auch elitäre Replik auf die gegenwärtige Bilderflut gelesen werden, auf deren Folgen für den Umgang mit Bildern, mit Wahrnehmung und Erinnerung.“
Boris von Brauchitsch lebt in Berlin und Las Palmas.

## Zitat
„Boris von Brauchitsch ist ein Photograph, Kunsthistoriker und Kurator. Als Autor von zahlreichen Künstlermonographien, von Publikationen zur Geschichte der Photographie, aber auch als Belletristiker und selbst als Autor eines Theaterstückes zur Geschichte der documenta, ist er ein großer Erzähler. Beide Aspekte, der vorinformierte Blick des Kunsthistorikers, der zu jedem ins Auge gefassten Gegenstand eine Vielzahl von Bildern herbeizitieren kann, als auch das sehr ausgeprägte erzählerische Anliegen des Schriftstellers, prägen seine photographischen Arbeiten auf entscheidende Weise. Mit einem solchermaßen geschulten und von ironischem Bewusstsein geschärften Blick, gelingt es ihm, in scheinbar Lapidarem komplexe Erzählungen von großer Poesie erkennbar werden zu lassen.“

## Werke

### Biographien
- Paula Modersohn-Becker. Biographie. Insel Verlag 2025, ISBN 978-3-458-64514-6.
- William Turner. Biographie. Insel Verlag, Berlin 2024, ISBN 978-3-458-64470-5.
- Caspar David Friedrich. Insel Verlag, Berlin 2023, ISBN 978-3-458-68323-0.
- Adolphe de Meyer. Begegnung mit dem Faun. Edition Braus, Berlin 2020, ISBN 978-3-86228-108-4.
- Das Leben des Leonardo da Vinci. Insel Verlag, Berlin 2019, ISBN 978-3-458-36403-0.
- Gabriele Münter. Eine Biografie. Insel Verlag, Berlin 2017, ISBN 978-3-458-36290-6.
- Lesser Ury. Leichte Fieberanfälle. Dauerregen. Edition Braus, Berlin 2013, ISBN 978-3-86228-052-0.
- Leonardo da Vinci. Suhrkamp Verlag, Berlin 2010, ISBN 978-3-518-18248-2.
- Michelangelo. Suhrkamp Verlag, Frankfurt 2009, ISBN 978-3-518-18239-0.
- Caravaggio. Suhrkamp Verlag, Frankfurt 2007, ISBN 978-3-518-18225-3.

### Publikationen zur eigenen Fotografie
- auswärts. Edition Carpentier, Berlin 2018, ISBN 978-3-966637-62-4.
- Warten. Edition Carpentier, Berlin 2018, ISBN 978-3-966637-60-0.
- Soziales Plastik. Edition Carpentier, Berlin 2018, ISBN 978-3-966637-61-7.
- Das Tier in dir. Edition Carpentier, Berlin 2018, ISBN 978-3-966637-63-1.
- 9. Kehrer Verlag, Heidelberg 2016, ISBN 978-3-86828-714-1.

### Belletristik
- Ich, Ventura oder Hunde lügen nicht, Edition Braus, Berlin 2021, ISBN 978-3-86228-221-0
- Im tiefen Tal der Todeskralle. Theaterstück / Materialien zu einem Stück documenta, Siebenhaar Verlag, Berlin 2014, ISBN 978-3-943132-36-6
- Alles wahr. Roman, Männerschwarm Verlag, Roman. Hamburg 2008, ISBN 978-3-939542-21-6.
- Perlen vor die Säue. Roman. Himmelstürmer Verlag, Hamburg 2001, ISBN 3-934825-11-7.

### Publikationen zur Kunst- und Fotografiegeschichte
- Mijo Mijušković. In the Beginning there was Stone. ForA, Berlin 2021, ISBN 978-3-00-066697-1.
- Phantom Paradise / Phantomparadies. Hans Georg Berger - Hervé Guibert. Serindia, Chicago / Edition Salzgerber, Berlin 2019, ISBN 978-1-932476-93-4.
- Enthüllungen. Die Sammlung Thomas Herrendorf., Edition Braus 2019, ISBN 978-3-86228-205-0
- Einsicht. Drei Reisen in die innerste Welt des schiitischen Islam. Kehrer Verlag, Heidelberg 2017, ISBN 978-3-86828-818-6.
- Der Schatten des Führers. Der Fotograf Walter Frentz zwischen Avantgarde und Obersalzberg. Edition Braus, Berlin 2017, ISBN 978-3-86228-158-9.
- S - Schwarz. Dunkel gestimmt im Licht der bildenden Kunst. (= Stimmungsatlas. Band 12). Textem Verlag, 2016, ISBN 978-3-941613-90-4.
- Fux. Fährten, Fotografien von Andreas Fux. Edition Braus, Berlin 2014, ISBN 978-3-86228-113-8.
- I don't like white. Lim & Asmuth Publications, Köln 2012, ISBN 978-3-941765-59-7.
- documentale. Scoville Art Publishers, Berlin 2012, ISBN 978-3-941825-35-2.
- Goodbye London. Neue Gesellschaft für Bildende Kunst, Berlin 2010, ISBN 978-3-938515-36-5.
- Xaver Rammbock: Die Welt der Knollennasen: eine sozio-rhinologische Untersuchung. Männerschwarm Verlag, Hamburg 2010, ISBN 978-3-939542-99-5.[8]
- Helga und Victor von Brauchitsch. Sichtweite. Kehrer Verlag, Heidelberg 2009, ISBN 978-3-86828-049-4.
- Es gibt Perlen, die findet keine Sau. Schwules Museum, Berlin 2009, ISBN 978-3-9812706-4-8.
- Klassiker der Architektur. Reclam-Verlag, Stuttgart 2009, ISBN 978-3-15-020165-7.
- als Hrsg.: Michelangelo. Liebesgedichte. Insel Verlag, Frankfurt 2007, ISBN 978-3-458-34944-0.
- Sexwork. Kunst Mythos Realität. Kehrer Verlag, Heidelberg 2007, ISBN 978-3-939583-17-2.
- Man sieht nur, was man weiss. The Green Box, Zürich 2005, ISBN 3-908175-26-7.
- Mala Historia Fotografii. Cyklady Warszawa 2004, ISBN 83-86859-90-3.
- Galerie des 20. Jahrhunderts. 100 außergewöhnliche Meisterwerke. DuMont Verlag, Köln 2003, ISBN 3-8321-7342-0.
- G. F. Ris, das plastische Werk 1958–2001. Wienand Verlag, Köln 2002, ISBN 3-87909-777-1.
- Kleine Geschichte der Fotografie. Reclam-Verlag, Stuttgart 2002, ISBN 3-15-010502-1.
- als Hrsg.: Renaissance. Das 16. Jahrhundert. DuMont Verlag, Köln 2000, ISBN 3-7701-4620-4.
- Renaissance. Barron’s, New York 2000, ISBN 0-7641-1336-4.
- Renaissance. DuMont Verlag, Köln 1999, ISBN 3-7701-4710-3.
- Jenseits von Eden. Wächter, Rächer, Boten und Beschützer - eine Sicht auf Engel. Kaufbeuren 1999.
- Das Ei des Brunelleschi. Die kurze aber wahre Geschichte der Erfindung des Leon Battista Alberti. Christian Rohr Verlag, München 1999, ISBN 3-926602-17-1.
- Thomas Ruff/Thomas Emde. Kaufbeuren 1997.
- Fabrizio Plessi. Fez-Fez. Kaufbeuren 1997.
- Das Schweigen im Walde. Zwölf europäische Künstler zum Thema Heimat. Wasmuth Verlag, Stuttgart 1996, ISBN 3-8030-3085-4.
- Heisse Brühe. Armut, Obdachlosigkeit und Ausgrenzung in Deutschland. Wasmuth Verlag, Stuttgart 1996, ISBN 3-8030-3083-8.
- Masken und Meditationen. Expressionismus und Religiosität in der Skulptur Burkina Fasos und dem Spätwerk Alexej von Jawlenkys. Wasmuth Verlag, Stuttgart 1996, ISBN 3-8030-3080-3.
- Das Magische im Vorübergehen. Herbert List und die Fotografie. Lit Verlag, Münster 1992, ISBN 3-89473-392-6.
- Thomas Ruff. Museum für Moderne Kunst, Frankfurt 1992, ISBN 3-88270-466-7.

### Bildbände und Publikationen zur Geschichte Berlins
- Berlin. 50er Jahre. Edition Braus, Berlin 2021, ISBN 978-3-86228-226-5
- Über tausend Brücken. Berliner Wasserwege in historischen Fotografien. Edition Braus, Berlin 2020, ISBN 978-3-86228-212-8
- abgefahren. Die Automobilisierung in historischen Fotos aus Berlin. Edition Braus, Berlin 2019, ISBN 978-3-86228-201-2
- abgehoben. Eine kleine Geschichte des Fliegens in historischen Fotos aus Berlin. Edition Braus, Berlin 2018, ISBN 978-3-86228-179-4
- Unter Dampf. Berliner Fern- und Regionalbahnhöfe in historischen Fotografien. Edition Braus, Berlin 2018, ISBN 978-3-86228-175-6.
- Licht, Luft und Luxus. Westberliner Wohnträume der 1960er und 1970er Jahre. Bebra Verlag, Berlin 2017, ISBN 978-3-8148-0223-7.
- Ohne Motor. Das Fahrrad im alten Berlin. Edition Braus, Berlin 2017, ISBN 978-3-86228-160-2.
- Alles außer Arbeit. Edition Braus, Berlin 2016, ISBN 978-3-86228-141-1.
- Berlin. Der Friedhofsführer. Edition Braus, Berlin 2015, ISBN 978-3-86228-116-9.
- Armutszeugnisse. West-Berlin vor der Stadterneuerung, Fotografien von Heinrich Kuhn. Edition Braus, Berlin 2014, ISBN 978-3-86228-089-6.
- Fabrice Moreau: Berlin Sketchbook, Les Editions du Pacifique, Paris 2015 ISBN 978-2-87868-186-4 / Edition Braus Berlin 2015 ISBN 978-3-86228-128-2

## Ausstellungen als Fotokünstler (Auswahl)
- 2019 Plástico Social. Galeria Saro Leon, Las Palmas
- 2018 I don't like white. Carpentier Galerie, Berlin
- 2017 9. Projektraum 11 qm Berlin (E)
- 2016 Fotografie #3. Kunstverein Bad Nauheim (mit Helga und Victor von Brauchitsch)
- 2014 Imagenes de Viaje. Deutsches Konsulat Las Palmas de Gran Canaria (E)
- 2012 I don´t like white. Atelierhaus Frankfurt, Frankfurt (E)
- 2011 Gesicherte Existenzen. Galerie Krämer, Berlin (E); (Selbst)Porträt, Schwules Museum Berlin (G)
- 2010 Dreimal von Brauchitsch. Macht Fotografie glücklich? Kamera- und Fotomuseum Leipzig; ISLAmAYOR, Amphora Berlin (G)
- 2009 La vaca curiosa. Gnosa Hamburg (E); Vermessung, Kulturstiftung Schloss Agathenburg/Kunsthalle Faust, Hannover (G)
- 2008 A > B. Galerie MFK, Berlin (zusammen mit Andreas Fux)
- 2007 Jagdgesellschaft. Kulturparlament Soest (G)
- 2006 identify your target. Kutscherhaus, Berlin (E); ball of fame. Umspannwerk Kopenhagenerstraße, Berlin (G)
- 2003 telling a work of art. Jensen Gallery, Auckland & Public Art Gallery, Dunedin (G)
- 2002 nie getan. Staatsbank Berlin (G)
- 2001 Stille Leben. Galerie Westwerk, Hamburg (zusammen mit Maria Ploskow)
- 1999 Own a Piece of Paradise. Galerie Caduta Sassi, München (E)